# National Industrial Recovery Act

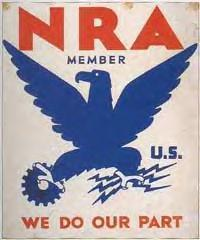
Le Blue Eagle de la NRA

Le National Industrial Recovery Act ou NIRA (« loi de redressement industriel national ») est une loi américaine adoptée le 16 juin 1933 dans le cadre du New Deal de Franklin D. Roosevelt, au cœur de la Grande Dépression. Dans le but de soutenir les prix et les salaires, elle promeut un « code de bonne conduite » des entreprises. La loi crée un organisme de régulation, la National Recovery Administration ou NRA, qui encourage l'adhésion des sociétés. Les firmes qui suivent volontairement ce code peuvent afficher un logo en forme d'aigle bleu (Blue Eagle). La NRA a également contribué à créer des emplois afin de lutter contre le chômage.

## Description

### Soutiens et oppositions
Le NIRA était fortement soutenu par de nombreux hommes d'affaires de premier plan qui avaient même participé pour certains à sa rédaction. Gerald Swope, le patron de General Electric, était un des premiers défenseurs de la loi, qui légalisa les cartels et encouragea le gouvernement à entreprendre de nombreux travaux publics. Ces dépenses accrues visaient au retour de la prospérité, et à générer des profits pour GE comme les autres entreprises. Harry Harriman, président de la United States Chamber of Commerce, fervent partisan de la mesure expliqua qu'il s'agissait de l'un des pas les plus importants vers la réhabilitation des affaires. Au contraire, l'association nationale des fabricants (National Association of Manufacturers) s'opposa au projet. Une fois la loi approuvée, Henry Ford compta parmi les opposants les plus influents.

### Exemple de réalisations
Une augmentation du tonnage de l'United States Navy fut entrepris dans le cadre de cette loi. Le 15 mai 1933, le Congrès autorise la réalisation de deux porte-avions (les USS Enterprise (CV-6) et USS Yorktown (CV-5)), un croiseur de 10 000 t armé d'une artillerie navale de calibre 203 mm (le USS Wichita (CA-45)), 3 croiseurs de 10 000 t armée de canons de 152 mm (Classe Brooklyn), 4 destroyers de 1 850 t, 16 de 1 395 t et deux avisos de 2 000 t (Classe Erie) .

### Une bureaucratie et une administration lourdes
Le NIRA était connu pour sa bureaucratie. Le journaliste Raymond Clapper rapporta qu'entre 4 000 et 5 000 pratiques commerciales étaient interdites par certains décrets du NIRA qui avaient la valeur de lois, et qui étaient renfermés dans quelque 3 000 ordres consignés dans plus de 10 000 pages par ce que Clapper appelait d'« innumérables points de vue et opinions des comités de direction nationaux et régionaux interprétant et appliquant toutes les clauses de la loi ». Clapper conclut ainsi que « cela ne demande que peu de réflexion pour imaginer la difficulté qu'a un homme d'affaires pour se tenir au courant de ces codes, des règles supplémentaires, des amendements, ordres exécutifs, décrets administratifs, de bureaux des règles, régulations et autres clauses orales ».

### La fin du NIRA
Le NIRA fut aboli en mai 1935 à la suite de l'arbitrage rendu par la Cour suprême des États-Unis lors de l'affaire Schechter Poultry Corp. v. United States, parfois appelée procès du « poulet malade ». Déjà au début de l'année 1935, un litige quant au pétrole avait annulé certaines clauses du texte initial. La Cour Suprême jugea lors de cette seconde affaire que la loi outrepassait l'autorité des États, étendait à l'extrême la Commerce Clause, et donnait des pouvoirs législatifs à la branche exécutive en opposition à la Nondelegation doctrine Dès lors, le NIRA devint impopulaire, et aucun effort ne fut fait pour réécrire le texte.
Il existe un débat au sujet de l'efficacité réelle de la loi. La section 7(a) du texte devait permettre de faciliter la création de syndicats, et conduisit à la mise en place du National Labor Board. Mais le manque de clarté et d'influence de la loi à propos des syndicats conduisit à l'adoption du Wagner Act en 1935, qui incluait cependant la section 7(a).